# Герб Зелениці
Герб Зелени́ці — офіційний символ села Зелениця Ємільчинського району Житомирської області, затверджений 25 березня 2014 р. рішенням XXV сесії Зеленицької сільської ради VI скликання.

## Опис
На зеленому Щит срібний перекинутий вилоподібний хрест, поверх якого стилізований готичний вітраж із п'яти фрагментів червоного, лазурового та зеленого кольорів у срібній рамі. Щит обрамований золотим декоративним картушем і увінчаний золотою сільською короною.

## Значення символів
Зелене поле герба символізує Поліський край і водночас назву села — Зелениця. Хрест символізує сходження меж районів: Ємільчинського, Хорошівського та Коростенського Житомирської області. Вітраж вказує на розвиток ремесел, зокрема гутництва, столярництва, гончарства, бондарства. Водночас вітраж із п'яти фрагментів символізує п'ять населених пунктів територіальної громади — села Зелениця, Вікторівка, Гута-Зеленицька, Дуга, Ольхівка.
Автор — Леонід Якович Попроцький.